# Adeodato Giovanni Piazza
Adeodato Giovanni Piazza, O.C.D., italijanski rimskokatoliški duhovnik, škof in kardinal, * 30. september 1884, Vigo de Cadore, † 30. november 1957.

## Življenjepis
19. decembra 1908 je prejel duhovniško posvečenje.
29. januarja 1930 je bil imenovan za nadškofa Beneventa in 24. februarja 1930 je prejel škofovsko posvečenje. 16. decembra 1935 je postal patriarh Benetk.
13. decembra 1937 je bil povzdignjen v kardinala in imenovan za kardinal-duhovnika S. Prisca.
14. marca 1949 je postal tajnik Svete konsistorialne kongregacije in 14. marca naslednje leto je bil imenovan za kardinal-škofa Sabine e Poggio Mirteta.